# Аристид Милетский
Аристи́д Миле́тский (греч. Ἀριστείδης ὁ Μιλήσιος) — греческий писатель II или I веков до н. э. Известен как автор «Милетских рассказов» в 6 книгах — первого известного образца новеллистики эротического содержания.
Жил, как полагают, в I или во II веке до н. э. Написанные им «Милетские рассказы» — это ряд фантастических рассказов весьма нескромного содержания, ареной которых служил богатый Милет. Они были очень распространены, и в I веке до н. э. переведены Сизенной на латинский язык. Греческий оригинал не сохранился; от латинского перевода сохранились только незначительные отрывки.
Рассказы Аристида Милетского оказали влияние на Овидия, Петрония, Апулея, Лукиана.